# Broniszów (województwo świętokrzyskie)
Broniszów – wieś sołecka w Polsce położona w województwie świętokrzyskim, w powiecie kazimierskim, w gminie Kazimierza Wielka.
W latach 1975–1998 miejscowość administracyjnie należała do województwa kieleckiego. 

## Części wsi
| SIMC    | Nazwa   | Rodzaj    |
| ------- | ------- | --------- |
| 1016724 | Grobla  | część wsi |
| 0241123 | Hektary | część wsi |

## Historia
Broniszów w wieku XIX – wieś w powiecie pińczowskim, gminie Kazimierza Wielka, parafii Kazimierza Mała, w górzystym położeniu, oddalona o 8 wiorst na wschód północ od Skalbmierza. W 1827 roku było tu 29 domów, 157 mieszkańców. W roku 1880 – 35 domów, włościanie posiadali mórg 136. Ziemi folwarcznej było mórg 482, lasu 40 mórg. We wsi były cztery stawy zarybione o powierzchni 6 mórg, kolejno były spuszczane służąc do irygacji łąk. Domów folwarcznych było 5, innych zabudowań gospodarczych 8. Własność rodziny Slaskich herbu Grzymała, która mieszkała w małym dworku. Teren był świetnie zagospodarowany przez Juliusza Joachima Slaskiego – stawy rybne, plantacje buraka cukrowego, hodowla trzody chlewnej i bydła. Istniała tam też szkółka drzew owocowych Jana Slaskiego słynna z jakości w Europie. Cały rejon w gminie Kazimierza Wielka współpracował (plantacje buraka cukrowego) z cukrownią zlokalizowaną w Kazimierzy. Na terenie szkoły stoi figura Matki Boskiej przy której po dziś dzień odbywają się obrzędy religijne.